# Dusak
Dusak ili tesak (češki: tesak) je kratki mač sličan sablji ili jataganu. Nastao je vjerojatno u Češkoj najkasnije u 16. stoljeću iz ranijih seljačkih oružja. Konstrukcija bila je jednostavna. Siječivo liči na siječivo kose, na jednom kraju se produžilo i te najzad uvilo, čime je dobiven rukohvat dusaka. Time se dusak dao lako i jeftino proizvoditi, zbog čega je oružje postalo jako popularno u nižim slojevima društva.